# Demetrio Eusquiza Ojeda
Demetrio Eusquiza Ojeda (4 de abril de 1846-Valparaíso, 18 de abril de 1902) fue un marino de la Armada de Chile, donde alcanzó el grado de capitán de fragata. En la Guerra del Pacífico que enfrentó a Chile contra las repúblicas de Bolivia y Perú participó en los combates navales de Iquique, Punta Gruesa y Angamos y en el asalto y toma de Pisagua.
Ocupó el cargo de gobernador marítimo de Colchagua, de El Callao, de Atacama y finalmente de Coquimbo. Su última destinación en la Armada fue como ayudante mayor del territorio marítimo.

## Infancia y juventud
Nació el 4 de abril de 1846 pero no se tiene información del lugar como tampoco sobre quienes fueron sus padres y familiares. De su infancia y juventud sólo se sabe que ingresó y egresó de la Escuela Naval en fecha no determinada.

## Carrera naval
Al egresar de la Escuela Naval fue destinado a la goleta Virjen de Covadonga y luego al vapor Arauco. Participó en levantamientos hidrográficos en la zona sur de Chile.
En 1873 ascendió a teniente 2° y embarcado en la cañonera Magallanes estuvo trabajando en el estrecho de Magallanes.
En 1875 dejó el servicio naval pero se reincorporó al año siguiente siendo designado gobernador marítimo de Colchagua.

### Participación en la Guerra del Pacífico
Al comenzar la Guerra del Pacífico estaba embarcado en la goleta Covadonga. El 21 de mayo de 1879 tuvo una activa y eficiente participación en el combate naval de Iquique y posteriormente en el combate naval de Punta Gruesa. El 26 de mayo del mismo año la Covadonga se enfrentó al Huáscar que pretendía atacar Antofagasta. En junio de 1879 ascendió a teniente 1° y participó en el combate naval de Angamos y el 2 de noviembre de 1879 en el asalto y toma de Pisagua, operación de desembarco de tropas chilenas que dio comienzo a la campaña terrestre en territorio peruano.
En 1881 ahora a bordo de la corbeta Abtao participó en las batallas de Chorrillos y Miraflores. En 1882 ascendió a capitán de corbeta y fue designado gobernador marítimo de El Callao y en 1883 gobernador marítimo de Atacama.

### Periodo posterior a la Guerra del Pacífico
En 1886 fue nombrado comandante del vapor Toltén, posteriormente fue transbordado a la corbeta Chacabuco y luego enviado en comisión a Panamá. En 1898 ascendió a capitán de fragata y fue nombrado gobernador marítimo de Coquimbo. En 1900 se desempeñó como ayudante mayor del Territorio Marítimo. Enfermó y el 18 de abril de 1902 falleció en Valparaíso. Sus restos se encuentran enterrados en el monumento a los héroes de Iquique en Valparaíso.